# De rockstar à tueur : le cas Cantat

De rockstar à tueur : le cas Cantat est une mini-série documentaire française réalisée par Anne-Sophie Jahn, Nicolas Lartigue, Zoé de Bussierre et Karine Dusfour, et produite par Maud Gangler et Patrice Lorton. Elle est diffusée sur Netflix à partir du 27 mars 2025. La série revient sur le traitement médiatique de l'affaire Bertrand Cantat, notamment autour du meurtre de Marie Trintignant et du suicide de Krisztina Rády. Elle connaît un grand retentissement et témoigne d'un changement de regard sur le personnage, lié aux évolutions sociétales depuis l'émergence du mouvement MeToo et à l'affirmation progressive du concept de « féminicide ».

## Genèse et nature du projet

### Genèse
La série télévisée, fruit d'une enquête ayant débuté en 2016, revient sur les morts de Marie Trintignant et de Krisztina Rády. La journaliste Anne-Sophie Jahn publie le 30 novembre 2017, pour Le Point, un article intitulé « Bertrand Cantat, enquête sur une omerta ». Puis en 2023, elle publie l'ouvrage Désir Noir, édité en 2023 aux éditions Flammarion.

### Production et contenu
Le 27 mars 2025, Netflix diffuse la mini-série en 3 épisodes, coréalisée par Anne-Sophie Jahn, Nicolas Lartigue, Zoé de Bussierre et Karine Dusfour,. Le rôle de Cantat dans les morts des deux femmes, l'emprise qu'il a eue sur les deux ainsi qu'une forme d'omerta autour de lui sont décryptées,.
Les 3 épisodes durent chacun une quarantaine de minutes. Le premier s'intitule Un Accident ?, et traite de la mort de Marie Trintignant, après les dix-neuf coups infligés par Bertrand Cantat, dans une chambre d'hôtel à Vilnius (Lituanie). Le deuxième s'intitule Une Passion meurtrière ?, et traite de la défense et des soutiens de Bertrand Cantat, et leur impact sur l'opinion publique. Le troisième s'intitule La malédiction Cantat ? et traite du suicide de Krisztina Rády,.
Le documentaire suggère que la défense de Bertrand Cantat à l'issue du meurtre de Marie Trintignant, invoquant l'accident, aurait marqué l'imaginaire collectif, générant une empathie envers lui comparable à celle envers la victime,. Un rapport médical inédit est révélé, suggérant des violences conjugales que Bertrand Cantat aurait fait subir à son épouse Krisztina Rády, incluant des violences psychologiques et physiques qu'elle n'aurait confiées qu'à de rares proches,,.
Les trois épisodes témoignent d'un changement de regard sur le personnage, lié aux évolutions sociétales depuis l'émergence du mouvement MeToo. La thèse du « crime passionnel », longtemps véhiculée par les médias et l'opinion publique, et une forme de romantisation des violences conjugales ont progressivement fait place à celle d'un réel féminicide,,,,,,,. Ainsi, la chanteuse Lio, amie de Marie Trintignant, qui témoigne dans ce documentaire, a été dans les premières à dénoncer publiquement la violence de Cantat, n'a pas été écoutée pendant longtemps, et affirme avoir subi des conséquences négatives sur sa carrière pour ses prises de parole,,,. Elle explique notamment : « Bertrand Cantat l’a tenue avec le genou sur la gorge. Le médecin légiste l’avait dit. C’était une exécution. »
Le documentaire souligne également la notion juridique de « suicide forcé ». Cette méthode d'exécution est introduite dans la Loi Schiappa, sous la direction de Yael Mellul, à la suite de l'affaire Cantat.

## Diffusion, impact et réactions

### Diffusion
La série connaît un grand succès de diffusion et médiatique,,. Le succès de diffusion est souligné : elle cumule près de 2 millions de visionnages en France dans les trois premiers jours et la série se place rapidement dans le Top 10 des séries les plus vues en France et dans le Top 10 de 23 pays,. Le documentaire a un impact hors de France, de par la question universelle des violences faites aux femmes et des féminicides.

### Réactions
Le documentaire De rockstar à tueur : le cas Cantat suscite de nombreuses réactions, notamment un sentiment de malaise de la part d'anciens fans de Noir Désir et de Bertrand Cantat. L'affaire continue de diviser l'opinion publique, avec des avis partagés et des débats intenses,. Certains spectateurs dénoncent un « acharnement » contre le chanteur,, tandis que d'autres estiment qu'il a bénéficié d'une trop grande mansuétude.
Dans l'émission « Estelle Midi » sur RMC, Yael Mellul, présidente de l'association Femme et libre, s'insurge : « Aujourd'hui, qui peut écouter tranquillement une chanson de Bertrand Cantat ? Au nom de l'art, de la réhabilitation, du pardon ? Quelques courtes années de prison, c'est régler définitivement l'ardoise de Bertrand Cantat ? Comme si elles l'avaient purifié, comme si la prison était une absolution ? La vraie question, c'est celle de l'oubli »,.
Le 8 avril, la radio Vibration annonce qu'elle ne diffusera plus de chansons de Bertrand Cantat ni de Noir Désir, à la suite du documentaire De rockstar à tueur ,,. Le Groupe 1981, confirme une semaine plus tard cette décision qui était déjà appliquée depuis 2023 pour toutes les radios qu'elle regroupe : OÜI FM, Latina, Ado, Voltage, Vibration, Wit FM et Forum,.
Le 12 avril, le juge d’application des peines Philippe Laflaquière, à l'origine de la libération conditionnelle en 2007 pour bonne conduite, au bout de quatre ans de détention, déclare dans l'émission C l'hebdo qu'il pourrait s'être trompé dans son évaluation de la psychologie du chanteur,'.
Le 24 juillet 2025, l'AFP confirme qu'une enquête a été réouverte par le procureur de la République de Bordeaux pour violences volontaires contre l'ex-épouse du chanteur. Le procureur confirme avoir ressorti le dossier après avoir visionné De rockstar à tueur : le cas Cantat''.

## Critiques
L'accueil critique de De rockstar à tueur : le cas Cantat est très positif, et souligne en général l'intérêt qu'il présente pour la prise de conscience des violences faites aux femmes,,,. Il obtient ainsi la note de 7,1 sur 10 chez IMDB, 4 sur 5 chez Allociné, 7,3 sur 10 chez SensCritique.

### En France
Audrey Fournier, dans Le Monde, écrit : « En trois épisodes denses, la série documentaire diffusé[e] par Netflix remet en place les pièces du féminicide commis par le chanteur et revient sur vingt ans de complaisance ».
Salammbô Marie écrit dans Numérama : « On ressort tout de même complètement épuisés de ces trois épisodes intenses, qui nous ont fait l’effet d’un électrochoc. En revenant sur cette affaire majeure du XXIe siècle, Le Cas Cantat s’applique à démontrer que les féminicides restent un sujet crucial de nos sociétés actuelles, toujours aussi mal condamné et mal médiatisé ».
Caroline Constant écrit dans l'Humanité : « La série, exceptionnelle, rappelle que ce qui tue, au-delà des coups, c’est le silence. Le silence de celles qui ont peur, mais aussi de ceux qui voient et n’interviennent pas ».
Sara San écrit ainsi sur Mycanal : « Avec De rockstar à tueur, Netflix propose un travail journalistique rigoureux, engagé, et salutaire. Un récit qui refuse l’oubli et qui invite à regarder en face ce que l’on a collectivement préféré ne pas voir à l’époque. En redonnant une voix aux oubliées et en interrogeant notre rapport à la justice, aux médias, à la célébrité et à la mémoire, cette série documentaire s’impose comme une œuvre nécessaire, aussi bouleversante que juste ».
Olivier Joyard, dans les Inrockuptibles, écrit : « Une mise en lumière nécessaire, qui propose de réfléchir sur la responsabilité collective de la société dans les féminicides et leur traitement, les “Inrocks” compris ».
Luigi Lattuca, sur Bulles de culture, propose une critique plus mitigée sur la forme du documentaire « La mise en scène de la série documentaire De rockstar à tueur : le cas Cantat est typique des épisodes de séries telles que New-York Unité Spéciale, avec un léger abus de musiques inquiétantes. Il n’empêche qu’il analyse finement le bruit médiatique qui a empêché bon nombre d’entre nous de réellement penser à la mort des victimes, à la douleur de leurs proches et à la toxicité des pervers narcissiques ».

### Hors de France
Dans Süddeutsche Zeitung, il est écrit « Si l’on élargit davantage le cadre, on voit que la série ausculte l’une des faces les plus sombres du patriarcat. Celle qui fait qu’on peut pardonner à un homme parce qu’il est artiste, parce qu’on le juge doué, d’avoir battu une femme à mort ».
Le Frankfurter Allgemeine Zeitung écrit : « Ce qui se joue alors sur la scène médiatique et judiciaire, c’est une inversion des rôles du coupable et de la victime ».

## Fiche technique
- Titre : De rockstar à tueur : le cas Cantat
- Réalisation : Anne-Sophie Jahn, Nicolas Lartigue, Zoé de Bussierre et Karine Dusfour
- Production : CAPA Presse
- Distribution : Netflix
- Intervenants : Lio, Anne-Sophie Jahn, Richard Kolinka, Michelle Fines, Bernard Marc, Jérôme Bonet, Andrius Leliuga, Kristina Rady, Agnès Tassel, Bernie Bonvoisin, Pascal Nègre, François Catonné, Marie-Josèphe Daguzan, Ruta Latinyte, Dominique Revert, Vladimiras Sergejevas, François Saubadu, Csilla Rady.
- Durée : 40 min x3